# Borstbeeld van Johan van Oldenbarnevelt
Het borstbeeld van Johan van Oldenbarnevelt is een kunstwerk in de Nederlandse stad Amersfoort.
Van Oldenbarnevelt werd in 1547 geboren in Amersfoort. Hij werd een belangrijk staatsman (raadpensionaris) maar uiteindelijk kreeg hij in 1619 de doodstraf wegens hoogverraad. Het bronzen beeld op een sokkel is vervaardigd door de kunstenaar August Falise. Het werd in 1911 onthuld op het Stationsplein. In 1933 werd het kunstwerk verplaatst naar het Stedelijk Gymnasium Johan van Oldenbarnevelt in die stad.